# Lojo stadsorkester

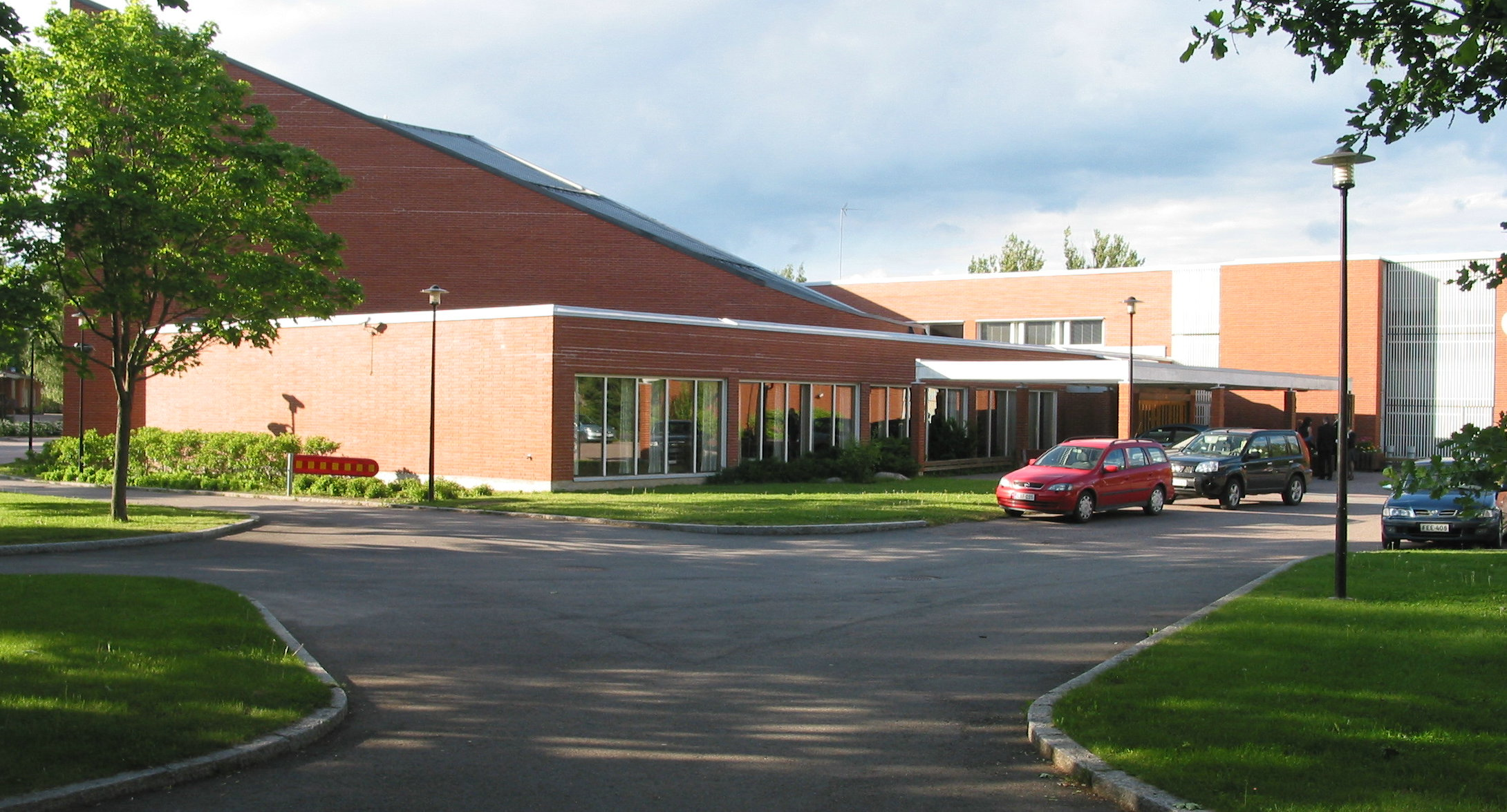
Laurentiussalen.

Lojo stadsorkester (finska: Lohjan kaupunginorkesteri) grundades år 1964 och är den enda professionella orkestern i Västnyland i Finland. Orkestern har 12 fast anställda musiker och den kan vid behov kompletteras med frilansare till en kammar- eller symfoniorkester. Lojo stadsorkester har spelat med bland andra José Carreras, Plácido Domingo, Rolando Villazon, Andrea Bocelli och Il Divo-tenorerna. Lojo stadsorkesters konstnärliga ledare är dirigenten och violinisten Jukka Untamala.
Lojo stadsorkesters hem är Laurentiussalen i Lojo centrum. Det finns 510 sittplatser i Laurentiussalen. Konserter anordnas också i bland annat områdets kyrkor. Årligen har Lojo stadsorkester cirka 30 000 lyssnare. Stadsorkestern har varit gäst vid olika evenemang i Västnyland, till exempel vid Lux Musicae-festivalen i Sjundeå och den internationella akademins LEAD! Akatemia sommarkonserter i Fiskars.
År 2015 undersökte tidningen Talouselämä effektiviteten och den ekonomiska framgången för de orkestrar i Finland som får statsandelar. Lojo stadsorkester visade sig vara den mest effektiva och resultatrika orkestern med ordinarie personal och den femte mest resultatrika jämfört med alla orkestrar som får statsandelar i Finland.